# Delphinium vvedenskyi
Delphinium vvedenskyi är en ranunkelväxtart som beskrevs av Pakhomova. Delphinium vvedenskyi ingår i släktet storriddarsporrar, och familjen ranunkelväxter. Inga underarter finns listade i Catalogue of Life.